# روز ملی شعر و ادب
در ایران روز ۲۷ شهریور ماه، سالروز درگذشت شهریار، شاعر معاصر ایران، با تصویب شورای عالی انقلاب فرهنگی روز ملی شعر و ادب فارسی نامیده شده است.